# Terrorgram

Logo Terrorgramu

Terrorgram (zapis stylizowany: TERRORGRAM) – zdecentralizowana skrajnie prawicowa akceleracjonistyczna sieć kanałów na komunikatorze społecznościowym Telegram. Kanały wchodzące w skład sieci stanowią główną metodę kontaktu pomiędzy akceleracjonistycznymi grupami terrorystycznymi, takimi jak Atomwaffen Division czy The Base.

## Historia
Terrogram został założony około 2017 przez użytkowników niedziałającego już neonazistowskiego forum internetowego IronMarch.org – powstanie siatki było zainspirowane przez doktrynę wyłożoną w książce Siege amerykańskiego akceleracjonisty i neonazisty Jamesa Nolana Masona zgodnie z którą zakonspirowane i zdecentralizowane siatki neonazistów powinny współdziałać ze sobą w celu wywołania chaosu w społeczeństwie, co miałoby doprowadzić do upadku liberalnego systemu na Zachodzie. W marcu 2019 roku Terrorgram zaczął być wykorzystywany jako narzędzie komunikacji grup terrorystycznych Atomwaffen Division, Proud Boys i The Base. Od czasu zamachów na meczety w Christchurch posiadający słabą moderację portal Telegram zaczął być również popularny wśród pozostałych (niezwiązanych z akceleracjonizmem) grup skrajnie prawicowych, które zaczęły być w tamtym okresie banowane na różnych popularnych portalach.
Według szacunków z 2021 roku, Terrogram składał się z około 200 różnych kanałów na Telegramie, z których część zawierała instrukcje konstruowania broni i materiałów wybuchowych domowej roboty. Od tego czasu administracja Telegramu zaostrzyła swoją politykę w stosunku do treści promujących przemoc, jednak kanały promujące doktrynę akceleracjonizmu są wciąż tam aktywne.
W latach 2023–2024 zatrzymano w USA, Kanadzie i Danii kilka osób powiązanych z siecią Terrorgram, które planowały dokonanie zamachu na przedstawicieli departamentów i organów rządu federalnego USA, synagogi oraz infrastrukturę energetyczną USA oraz innych państw NATO. Wśród zatrzymanych znalazł się prominentny działacz i były lider Atomwaffen Division, Brandon Russell, oraz jego partnerka Sarah Clandaniel. Z Terrorgramem powiązano też co najmniej 20 innych spraw zamachów, zarówno tych udanych, jak i tych, które udało się powstrzymać służbom.

## Ideologia i organizacja
Kanały zaliczające się do Terrorgramu są zdecentralizowane i nie mają formalnej hierarchii, głównego kanału ani lidera. Członkowie kanałów często zamieszczają na nich drastyczne treści i propagandę neonazistowską. Grafiki propagandowe Terrogramu zawierają styl internetowy zwany fashwave (od połączenia słów faszyzm i vaporwave) z przefiltrowanymi na czarno-biało-czerwono neonowymi kolorami i napisami propagandowymi, często przedstawiającymi kolaże i zdjęcia słynnych historycznych faszystów, zamachowców i strzelców szkolnych. Na kanałach promowana jest agresywna i nienawistna retoryka w stosunku do władz USA (określanych jako zdrajcy) i policji. Ideologią prezentowaną przez członków Terrorgramu jest neonazistowski akceleracjonizm, część użytkowników jest powiązana z organizacjami takimi jak Atomwaffen Division. Użytkownicy popierają drastyczny sposób walki z liberalizmem i współczesnym społeczeństwem poprzez sianie chaosu i anarchii. Za pośrednictwem siatki dystrybuowane są także tematyczne czasopisma, książki i prace takie jak Dzienniki Turnera, Siege czy Harassment Architecture. Z Terrogramem związany był też autor ostatniej z tych publikacji, skrajnie prawicowy influencer Mike Ma. W 2021 roku wydał swoją kolejną pracę poświęconą akceleracjonizmowi Gothic Violence (tłum. Gotycka przemoc). Praca została zawarta w biuletynie Terrorgramu White Boy Summer w tym samym roku.
Charakterystyczne dla społeczności Terrorgramu jest zjawisko deifikacji zamachowców, terrorystów i strzelców szkolnych poprzez określanie ich świętymi w oficjalnej retoryce propagandowej. Grupa uznaje za świętych takie postacie jak Brenton Tarrant, Theodore Kaczynski, Anders Breivik, Timothy McVeigh czy Charles Manson.

## Publikacje
Kanały Terrorgramu publikują własne instrukcje, artykuły filozoficzne i materiały propagandowe nawiązujące przekazem do doktryny wyłożonej w książce i serii publikacji Siege Jamesa Nolana Masona w latach 80. XX wieku.
W dniu 14 października 2022 roku Terrorgram opublikował w internecie 24-minutowy film propagandowy zatytułowany Biały terror. W filmie wychwalano dziesiątki różnych zamachowców, którzy dokonywali ataków w latach 1968–2022. Na filmie nawoływano do atakowania następujących grup: policjantów, feministki, Żydów, muzułmanów, Sikhów, imigrantów, działaczy Black Lives Matter, działaczy LGBT, postmodernistycznych liberalnych lewicowców, dziennikarzy, lekarzy, rząd federalny USA, szkolnych prześladowców, globalistów. Film zawierał kolaż z materiałów nagrywanych na żywo w internecie przez sprawców zamachów w Buffalo i Christchurch. Narratorem materiałów propagandowych Terrorgramu jest Dallas Erin Humber.

## Zamachy
Z Terrogramem są wiązane następujące zamachy terrorystyczne, które zostały dokonane przez jego użytkowników:
- Strzelanina w Bratysławie, 12 października 2022: 19-letni Juraj Krajčík zastrzelił 2 aktywistów LGBT przed barem w Bratysławie na Słowacji, po czym popełnił samobójstwo[38];
- Strzelaniny w szkołach w Aracruz, 25 listopada 2022: 16-letni neonazista i naśladowca Columbine, Gabriel Castiglioni, zastrzelił 4 osoby i ranił 12 innych w dwóch szkołach w Aracruz w Brazylii, po czym został zatrzymany przez policję[39][40][41];
- Atak w Eskişehir, 12 sierpnia 2024: 18-letni utożsamiający się z neonazizmem Arda Küçükyetim dźgnął nożem 5 osób przed meczetem w Eskişehir w Turcji[42][43];
- Strzelanina w szkole w Madison, 16 grudnia 2024: 15-letnia naśladowczyni Columbine, Natalie Rupnow, zastrzeliła 2 osoby w szkole Abundant Life Christian School w Madison w amerykańskim stanie Wisconsin chcąc się zemścić za prześladowanie, po czym popełniła samobójstwo wcześniej publikując manifest wychwalający akceleracjonizm[44][45];
- Strzelanina w Antioch High School, 22 stycznia 2025: 17-letni użytkownik Terrorgramu i forum poświęconemu masakrze w Columbine, Solomon Henderson, zastrzelił uczennicę w swojej szkole w Nashville w amerykańskim stanie Tennessee, po czym popełnił samobójstwo[46][47];
- Strzelanina w Waukesha, 11 lutego 2025: 17-letni Nikita Casap zastrzelił swoich rodziców w miejscowości Waukesha w amerykańskim stanie Wisconsin, po czym planował pojechać do Waszyngtonu by zastrzelić prezydenta Donalda Trumpa, jednak został zatrzymany przez policję – po zatrzymaniu powiedział, że chciał w ten sposób wywołać wojnę rasową i chaos w społeczeństwie[48].

## Reakcje międzynarodowe
Terrorgram oraz zradykalizowane powiązane z nim społeczności jak incele czy naśladowcy Columbine są postrzegane od lat 20. obecnego wieku przez służby amerykańskie, badaczy terroryzmu i rządy poszczególnych państw za poważne zagrożenie terrorystyczne. Kolektyw Terrogram rozsiewa agresywną propagandę i radykalizuje młodych ludzi do popełniania ohydnych aktów terroru – ostrzegał minister spraw wewnętrznych Wielkiej Brytanii James Cleverly w kwietniu 2024 roku. 13 stycznia 2025 Departament Stanu USA uznał Terrorgram za organizację terrorystyczną. 2 lutego 2025 roku siatka kanałów Terrorgramu, zidentyfikowane osoby z nią powiązane oraz przywódcy ruchów akceleracjonistycznych zostali objęci sankcjami ze strony władz Australii.